# Rödstrupig busksmyg
Rödstrupig busksmyg (Pyrrholaemus brunneus) är en fågel i familjen taggnäbbar inom ordningen tättingar.

## Utseende och läte
Rödstrupig busksmyg är en liten grå tätting med tunn näbb. Ovansidan är gråbrun, undersidan ljusare. Honan är ljus även på strupen och runt ansiktet, medan hanen har en liten roströd strupfläck. Den är större än taggnäbbar och rätt kompakt, mer likt en vitmask. Sången är en ihållande ramsa, ett drillande medley med sträva toner och härmningar inblandade.

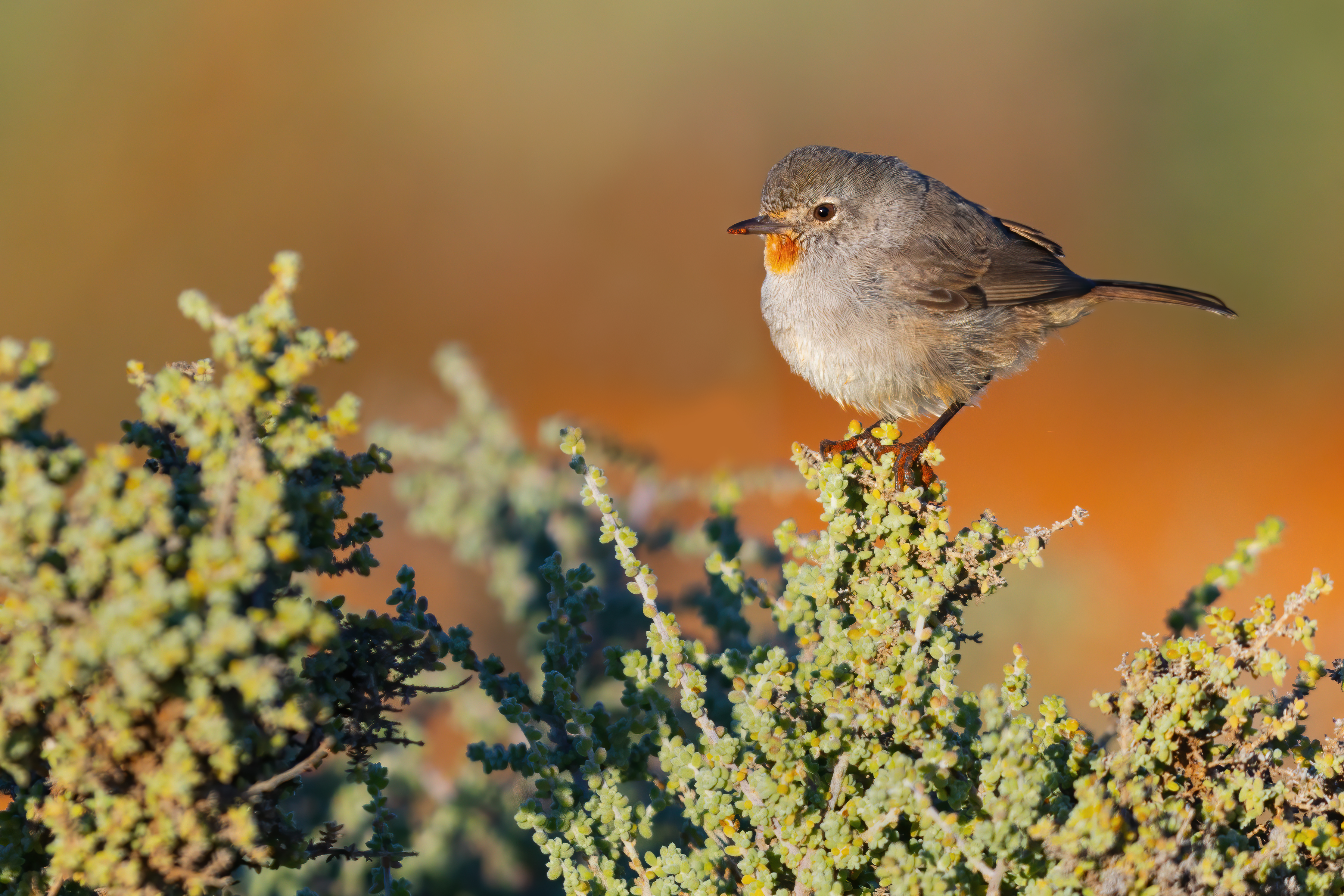

## Utbredning och systematik
Fågeln förekommer i torra områden i South Australia. Den behandlas som monotypisk, det vill säga att den inte delas in i några underarter.

## Levnadssätt
Rödstrupig busksmyg ses vanligen i buskmarker, inklusive mulgaskogar.

## Status och hot
Arten har ett stort utbredningsområde, men tros minska i antal, dock inte tillräckligt kraftigt för att den ska betraktas som hotad. Internationella naturvårdsunionen IUCN listar arten som livskraftig (LC).